# Gloria (Poulenc)
El Gloria es una composición musical de Francis Poulenc, una de sus más célebres obras, escrita entre mayo y diciembre de 1959. La obra se escribió para soprano solista, gran orquesta y coro. Fue encargada por la Fundación Koussevitzki en honor de los entonces recientemente fallecidos Natalie y Sergei Koussevitzky. Se estrenó en enero de 1961 en Boston, con la Orquesta Sinfónica de Boston dirigida por Charles Munch. 

## La obra
La obra está organizada en seis movimientos que se detallan a continuación (con sus tonalidades):
1. Gloria in Excelsis (Sol mayor).
2. Laudamus Te (Do mayor).
3. Domine Deus (Si menor).
4. Domine Fili Unigenite (Sol mayor).
5. Domine Deus, Agnus Dei (si bemol menor).
6. Qui Sedes ad dexteram Patris (Sol mayor) .

## Descripción
El primer movimiento (Gloria in Excelsis) comienza con un gran motivo de cuerdas y metal. El coro entra cantando en forma acentuada y declamatoria. La introducción comienza en Sol mayor y modula a un acorde de Sol menor, tras la entrada de la madera con 4ª y 7ª paralelas. El coro entra en doble ritmo, que recuerda una fanfarria, en Si menor, acompañado por tríadas de Si menor apoyadas en una nota pedal (sol) en el bajo. Esta relación de yuxtaposición entre Sol mayor y menor b es un elemento importante que devuelve toda la pieza.
El segundo movimiento es el más jocundo. Una melodía se repite a lo largo de este movimiento junto con frecuentes cambios de tiempo. Este movimiento está� la tonalidad de do mayor, con algunas excepciones. La última línea del texto, que comienza con las palabras «Gratias agimus ...», tiene un tono sombrío, cromático. Inmediatamente, la música pasa a mi bemol. La acentuación del texto en este movimiento se ha denominado "perverso", debido a la anormalidad en el discurso.
El tercer movimiento es conducido de forma dramática por la soprano solista, tras una introducción de madera. El movimiento termina con una Tercera de Picardía, que prepara el camino para el más alegre 4º movimiento.
El cuarto movimiento es el más corto y se parece al segundo movimiento en la naturaleza jocunda de las frases de la orquesta, pero contiene algunas partes acentuadas que recuerdan al primer movimiento en el coro. Las líneas melódicas son a menudo pentatónica, y el tiempo rápido y los giros en el ritmo dan una impresión de baile, fundada por el constante regreso del tema.
El quinto movimiento se abre con madera y se asemeja al tercer movimiento con el regreso de la soprano solista como líder. La música es oscura y misteriosa, debido en parte a la inclusión de una cuarta aumentada y una quinta aumentada en la soprano de apertura de la línea melódica. El movimiento culmina en un acorde de mi bemol menor, una quinta abajo que el comienzo si bemol menor, lo que supone una difícil y misterioso sentimiento hasta el final.. Es interesante observar la estrecha similitud entre los solos de clarinete de este movimiento, y la parte del primer movimiento de la Sonata para clarinete que más tarde compuso Poulenc.
El sexto movimiento comienza con una alternano a-capella en el coro e intersecciones coro y orquesta con el tema de la fanfarria expuesta en el primer movimiento. Después de la introducción, el escenario principal del texto es una reminiscencia del primer movimiento, con la semicorchea trabajando en la línea superior de las cuerdas por encima de un bajo andante. La sección final es precedido por un solo «amén» de la soprano, del cual el coro hace eco. El coro se procede a repetir el texto, esta vez más una mezcla de acordes de si menor y Sol mayor en la orquesta. El tema de la fanfarria del primer movimiento vuelve por última vez antes del último «amén», triunfalmente más lento y grande. El último «amén» entonado por la soprano está en la nota de re, que se refiere tanto al acorde de si menor como al de sol mayor, que se ejecutan simultáneamente para poner fin a la pieza.
- Datos: Q4039507